# Bavorov
Bavorov är en stad i Tjeckien.   Den ligger i distriktet Okres Strakonice och regionen Södra Böhmen, i den sydvästra delen av landet, 110 km söder om huvudstaden Prag. Bavorov ligger 441 meter över havet och antalet invånare är 1 401.
Terrängen runt Bavorov är platt västerut, men österut är den kuperad. Runt Bavorov är det ganska tätbefolkat, med 52 invånare per kvadratkilometer. Närmaste större samhälle är Vodňany, 7,6 km öster om Bavorov. I omgivningarna runt Bavorov växer i huvudsak blandskog.